# HD 116873
HD 116873，又名CD-39 8260，SAO 204483、HR 5065，是一颗恒星，视星等为6.4，位于銀經310.31，銀緯22.2，其B1900.0坐标为赤經13h 21m 27.2s，赤緯-39° 22.2′ 36″。